# Salemane Sa
Pas d'image ? Cliquez ici

a Compétitions nationales et continentales officielles uniquement.

Dernière mise à jour le 01 janvier 2016.
Benjamin Sa, parfois appelé Salemane Sa, né le 30 janvier 1980, est un joueur de rugby à XV samoan. Il évolue au poste de pilier au sein de l'effectif du Rugby club Bassin d'Arcachon.
Il est le père du rugbyman professionnel Connor Sa.

## Biographie
Néo-zélandais, d’origine samoane, Benjamin Sa commence le rugby à 5 ans à Auckland. Il reste à Auckland jusqu’à l’âge de 21 ans où il sera sélectionné avec l'équipe des Baby Blacks (Moins de 20 ans).
Puis son parcours de globe-trotter débute : un an à Hong Kong, un an et demi à Madrid où il est sacré champion d'Espagne, et deux saisons à Colombes au Racing Métro 92. À partir de 2006 il rejoint Montauban, avant de signer à nouveau au Racing Métro 92 pour la saison 2010-2011. Après trois saisons passées au club parisien, il s'engage avec l'Union Bordeaux Bègles (Top 14) pour la rentrée 2013-2014.
En mars 2009, il est sélectionné avec le XV du président, sélection de joueurs étrangers évoluant en France coachée par Vern Cotter, pour jouer un match amical contre les Barbarians français au Stade Ernest-Wallon à Toulouse. Le XV du président l'emporte 33 à 26.
L’homme est capable de jouer des deux côtés de la mêlée tout en reconnaissant : « En France, le poste de pilier droit est très difficile à tenir. Cette année, j’entends amasser de l’expérience à droite. À gauche, c’est loin d’être aussi compliqué. » Cela veut peut-être dire qu’on le verra, en début de saison plutôt évoluer sur le côté gauche. Benjamin Sa adore son poste : « J’aime beaucoup plaquer l’adversaire. Pour autant, si je peux porter un ballon en attaque, cela n’est pas pour me déplaire ». L’homme est ambitieux, c’est la raison de son arrivée dans la cité d’Ingres : « C’est pour moi, une bonne occasion de découvrir le Top 14. J’aurai face à moi, tous les internationaux qu’ils soient français ou autres. C’est super. » Lorsqu’il ne joue pas au rugby Benjamin Sa aime avant tout pousser la chansonnette : « Je chante en anglais. J’aime bien le classic Jazz. »
Le 28 août 2010, lors de la victoire du Racing Métro 92 (36-31) à Toulon, en ouverture de la 3e journée du Top 14, Benjamin Sa se blesse sur une entrée en mêlée à la 34e minute de la rencontre. Il souffre d'une entorse cervicale et est évacué sur une civière. Il ne revient à la compétition que le 2 janvier 2011 lors de la victoire du Racing Métro 92 (28-16) contre Montpellier.
Il mute à l'Union Bordeaux Bègles lors de la saison 2013-2014 et y passe 2 saisons. En 2015, il signe au Rugby club Bassin d'Arcachon en Fédérale 2.